# Is It Right
Is It Right (deutsch Ist es richtig) ist ein Folk-Pop-Song des deutschen Frauentrios Elaiza. Die Musik schrieben Frank Kretschmer und die Frontfrau der Band, Elżbieta „Ela“ Steinmetz; der Text stammt von Adam Kesselhaut und Ela Steinmetz. Am 10. Mai 2014 trat die Band mit dem Titel für Deutschland beim Eurovision Song Contest in Kopenhagen an und belegte den 18. Platz.

## Hintergrund
Das Lied wurde erstmals auf der LP March 28 des Labels BerlinerMeisterSchallplatten veröffentlicht; die Aufnahmen dafür entstanden am 28. März 2013. Im November 2013 wurde das Lied auf YouTube veröffentlicht, die Band bewarb sich mit dem Song für das Clubkonzert der deutschen Vorentscheidung zum Eurovision Song Contest Unser Song für Dänemark. Die Gruppe gewann den Wettbewerb mit knapp einem Viertel der Stimmen und erhielt eine Wildcard für die eigentliche Vorentscheidung. Am 28. Februar 2014 veröffentlichte Elaiza beim Label Heart of Berlin die EP Is It Right / Fight Against Myself. Am 13. März 2014 gewann die Gruppe mit Is It Right die Vorentscheidung und vertrat damit Deutschland am 10. Mai 2014 in Kopenhagen beim ESC, wo sie den 18. Platz bei 26 Endrundenteilnehmern belegte.

## Eurovision Song Contest
Insgesamt erhielt Deutschland aus acht Ländern Punkte. Damit erzielte Deutschland mit 39 Punkten den 18. Platz.
| Anzahl | Punkte | Land                |
| ------ | ------ | ------------------- |
| 1×     | 8      | Polen               |
| 1×     | 7      | Schweiz             |
| 1×     | 6      | Armenien            |
| 2×     | 5      | Georgien, Ukraine   |
| 1×     | 4      | Albanien            |
| 2×     | 2      | Rumänien, Slowenien |

## Chartplatzierungen
Is It Right erreichte in Deutschland Position vier der Singlecharts und konnte sich sechs Wochen in den Top 10 sowie 20 Wochen in den Charts platzieren. In den deutschen Airplaycharts erreichte die Single für zwei Wochen die Spitzenposition. In Österreich erreichte die Single in zehn Chartwochen mit Position 14 seine höchste Chartnotierung, in der Schweiz in einer Chartwoche mit Rang 43. 2014 belegte die Single Rang 46 des deutschen Single-Jahrescharts. Des Weiteren erreichte Is It Right die Chartspitze in Polen.
| ChartsChartplatzierungen | Höchstplatzierung | Wochen |
| ------------------------ | ----------------- | ------ |
| Deutschland (GfK)        | 4 (20 Wo.)        | 20     |
| Österreich (Ö3)          | 14 (10 Wo.)       | 10     |
| Schweiz (IFPI)           | 43 (1 Wo.)        | 1      |
| Polen (ZPAV)             | 1 (8 Wo.)         | 8      |

| ChartsJahrescharts (2014) | Platzierung |
| ------------------------- | ----------- |
| Deutschland (GfK)         | 46          |